# Stephanie Krone

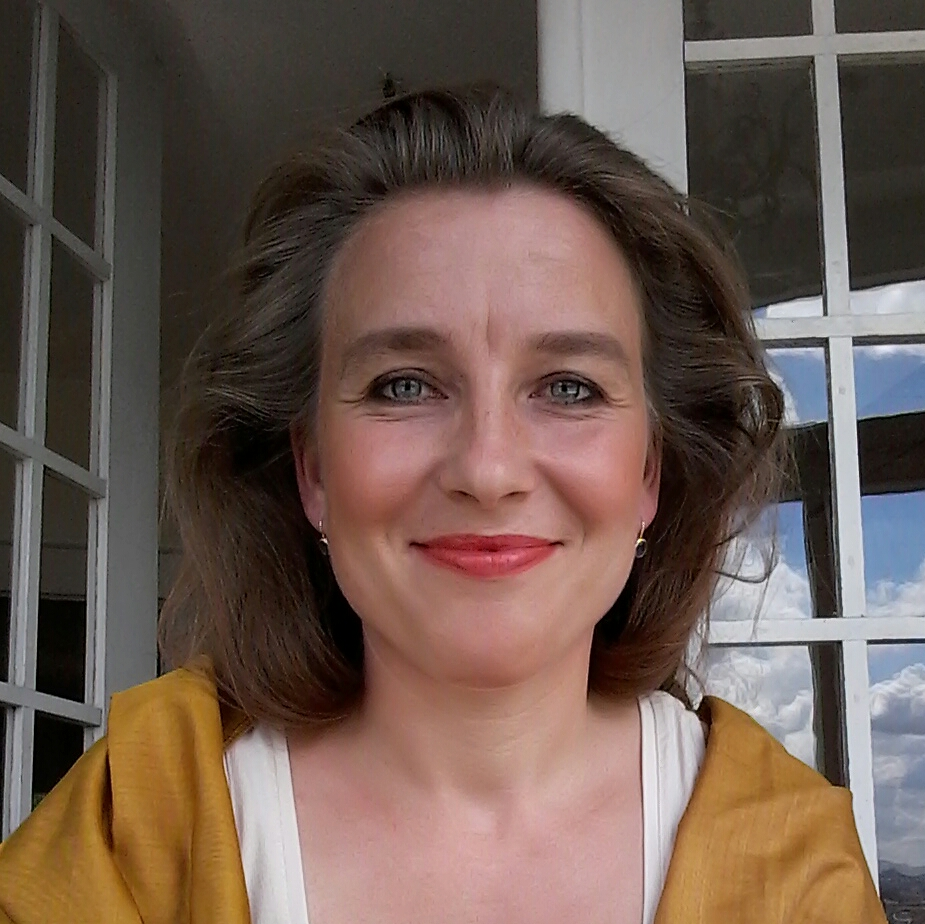
Stephanie Krone

Stephanie Krone (* in Dresden) ist eine deutsche Opern-, Operetten-, Lied- und Konzertsängerin in der Stimmlage Sopran.

## Leben und künstlerisches Wirken
Stephanie Krone stammt aus Dresden und absolvierte hier auch ihr Gesangsstudium mit Auszeichnung. Zusätzlich studierte sie an der Accademia Italiana dell’Opera „I Malatesta“, Rimini und in Meisterkursen bei Sängern wie Katia Ricciarelli und Peter Schreier. Konzerte führten sie an die Frauenkirche (Dresden), Gewandhaus und Thomaskirche (Leipzig), sowie nach Genf, wo sie unter Leitung von Peter Schreier Bachs „Johannespassion“ mit dem Orchestre de la Suisse Romande sang. Derzeit ist sie an den Landesbühnen Sachsen engagiert. Sie arbeitete mit Dirigenten wie Sir Colin Davis, Marc Albrecht, Nello Santi, Jan Latham Koenig und Michail Jurowski.

## Preise/Auszeichnungen
- Preisträgerin des 40. Internationalen Antonin-Dvorak-Gesangwettbewerbs
- Finalistin des Competizione dell’ Opera 2007